# Cornus
Cornus é um género botânico pertencente à família Cornaceae.

## Sinonímia
| - Afrocrania (Harms) Hutch. - Arctocrania Nakai - Benthamidia Spach - Benthamia Lindl. - Bothrocaryum (Koehne) Pojark. - Chamaepericlymenum Hill - Chamaepericlymenum Graebn. | - Swida Opiz - Thelycrania (Dumort.) Fourr. - Arctocrania Nakai - Cynoxylon Raf. - Dendrobenthamia Hutch. - Macrocarpium (Spach) Nakai - Yinquania Z.Y. Zhu |

## Espécies
- Cornus × acadiensis Fernald
- Cornus alba L.
- Cornus alternifolia L.f.
- Cornus amomum Mill.1
- Cornus × arnoldiana Rehder
- Cornus asperifolia Michx.
- Cornus austrosinensis W.P.Fang & W.K.Hu
- Cornus bretschneideri L.Henry
- Cornus canadensis L.
- Cornus capitata Wall.1
- Cornus chinensis Wangerin
- Cornus controversa Hemsl.
- Cornus darvasica (Pojark.) Pilip.
- Cornus disciflora Moc. & Sessé ex DC.
- Cornus drummondii C.A.Mey.
- Cornus excelsa Kunth
- Cornus eydeana Q.Y.Xiang & Y.M.Shui
- Cornus florida L.1
- Cornus foemina Mill.
- Cornus × friedlanderi W.H.Wagner
- Cornus glabrata Benth.
- Cornus hemsleyi C.K.Schneid. & Wangerin
- Cornus hongkongensis Hemsl.5
- Cornus iberica Woronow
- Cornus koehneana Wangerin
- Cornus kousa F.Buerger ex Hance2
- Cornus macrophylla Wall.1
- Cornus mas L.
- Cornus meyeri (Pojark.) Pilip.
- Cornus multinervosa (Pojark.) Q.Y.Xiang
- Cornus nuttallii Audubon ex Torr. & A.Gray
- Cornus oblonga Wall.
- Cornus officinalis Siebold & Zucc.
- Cornus oligophlebia Merr.
- Cornus papillosa W.P.Fang & W.K.Hu
- Cornus parvifloraS.S.Chien
- Cornus peruviana J.F.Macbr.
- Cornus quinquinervis Franch.
- Cornus racemosa Lam.
- Cornus rugosa Lam.
- Cornus sanguinea' L.3
- Cornus schindleri Wangerin1
- Cornus sericea L.1
- Cornus sessilis Torr.
- Cornus × slavinii Rehder
- Cornus suecica L.
- Cornus ulotricha C.K.Schneid. & Wangerin

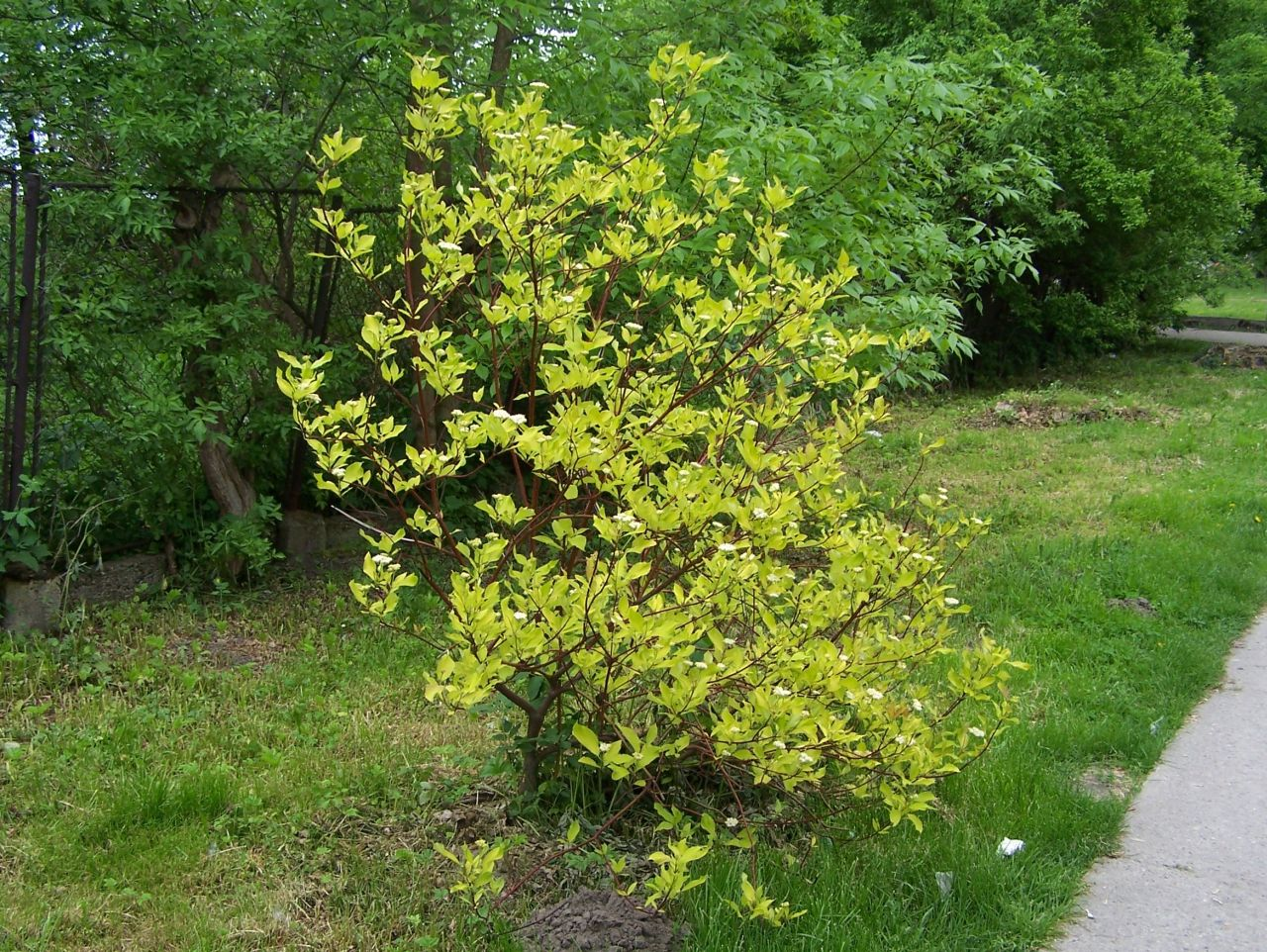
Cornus alba

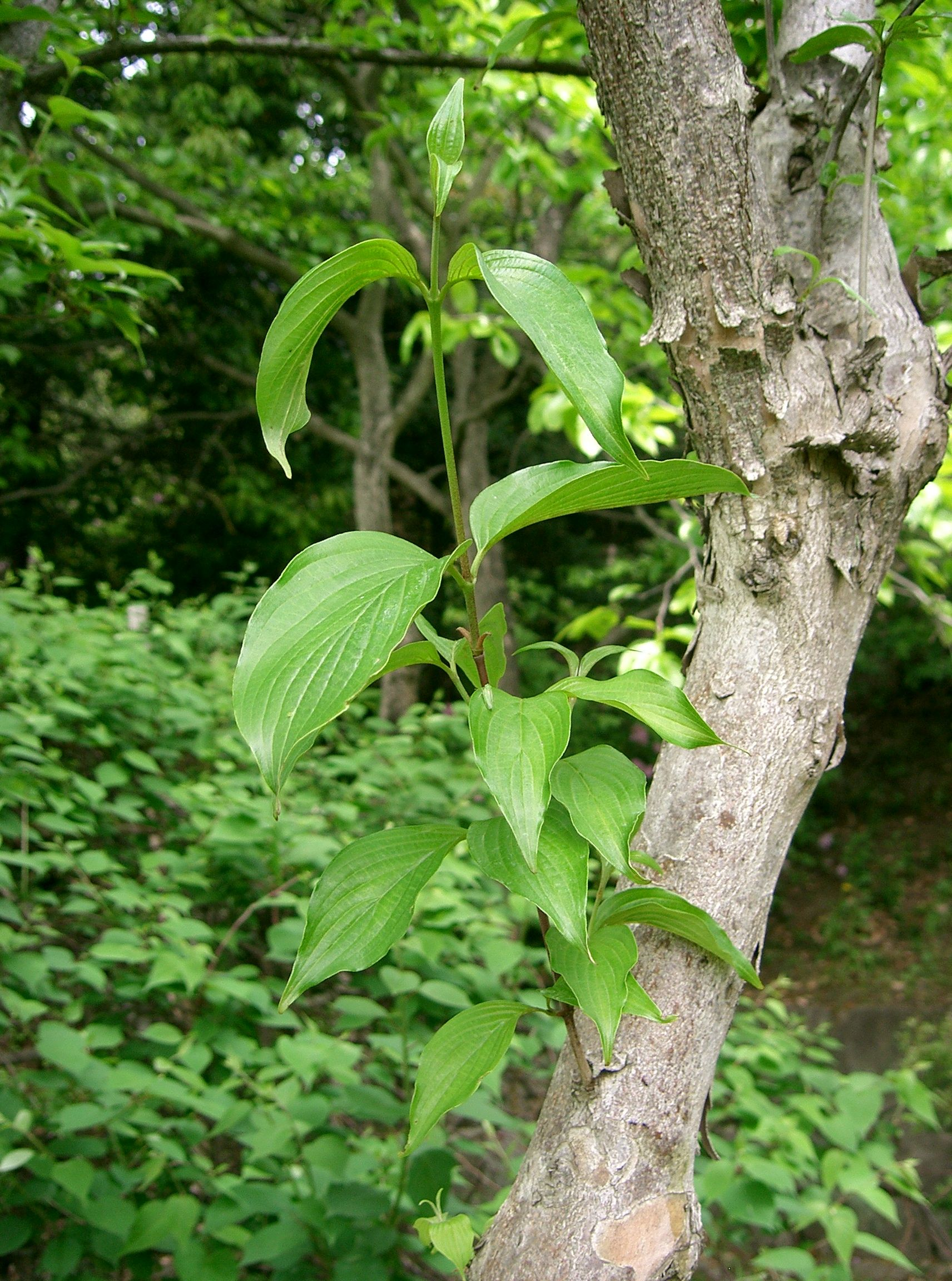
Cornus officinalis

- Cornus × unalaschkensis Ledeb.
- Cornus volkensii Harms
- Cornus walteri Wangerin
- Cornus wilsoniana Wangerin

## Classificação do gênero
| Sistema | Classificação                      | Referência               |
| ------- | ---------------------------------- | ------------------------ |
| Linné   | Classe Tetrandria, ordem Monogynia | Species plantarum (1753) |